# 이태원로
이태원로(梨泰院路)는 서울특별시의 관광지의 하나이다. 이전의 한남대로에서 분기되었다. 1980년대 외국인 특별거리로 지정되어 심야영업 금지(밤 12시~4시)에서 예외를 인정받았으며 지금의 한강진역 초입에서 해밀턴호텔까지 길 양옆으로 낮보다 밤이 화려한 거리가 되었다.
이태원로는 이태원 사거리에서 한강진역(지하철 6호선) 방향으로 진행되며 해밀턴 호텔 방향과 한강진역 방향의 상권이 분리된다. 용산기지의 메인포스트와 사우스포스트 사이를 동서로 가로지르지만 주요 구간의 폭이 왕복 4차선에 불과할 정도로 협소한 편이다.